# Torralba de los Sisones
Torralba de los Sisones (aragónul Torralba de los Sisons) község Spanyolországban, Teruel tartományban. Torralba de los Sisones Odón, Bello, Tornos, Calamocha, Fuentes Claras, Caminreal és Blancas községekkel határos. Lakosainak száma 146 fő (2024).

## Népesség
A település népessége az utóbbi években az alábbiak szerint változott:
| Lakosok száma | 218  | 221  | 224  | 228  | 181  | 170  | 162  | 155  | 151  | 146  |
|               | 2001 | 2004 | 2007 | 2009 | 2012 | 2014 | 2017 | 2019 | 2022 | 2024 |